# Červená obálka

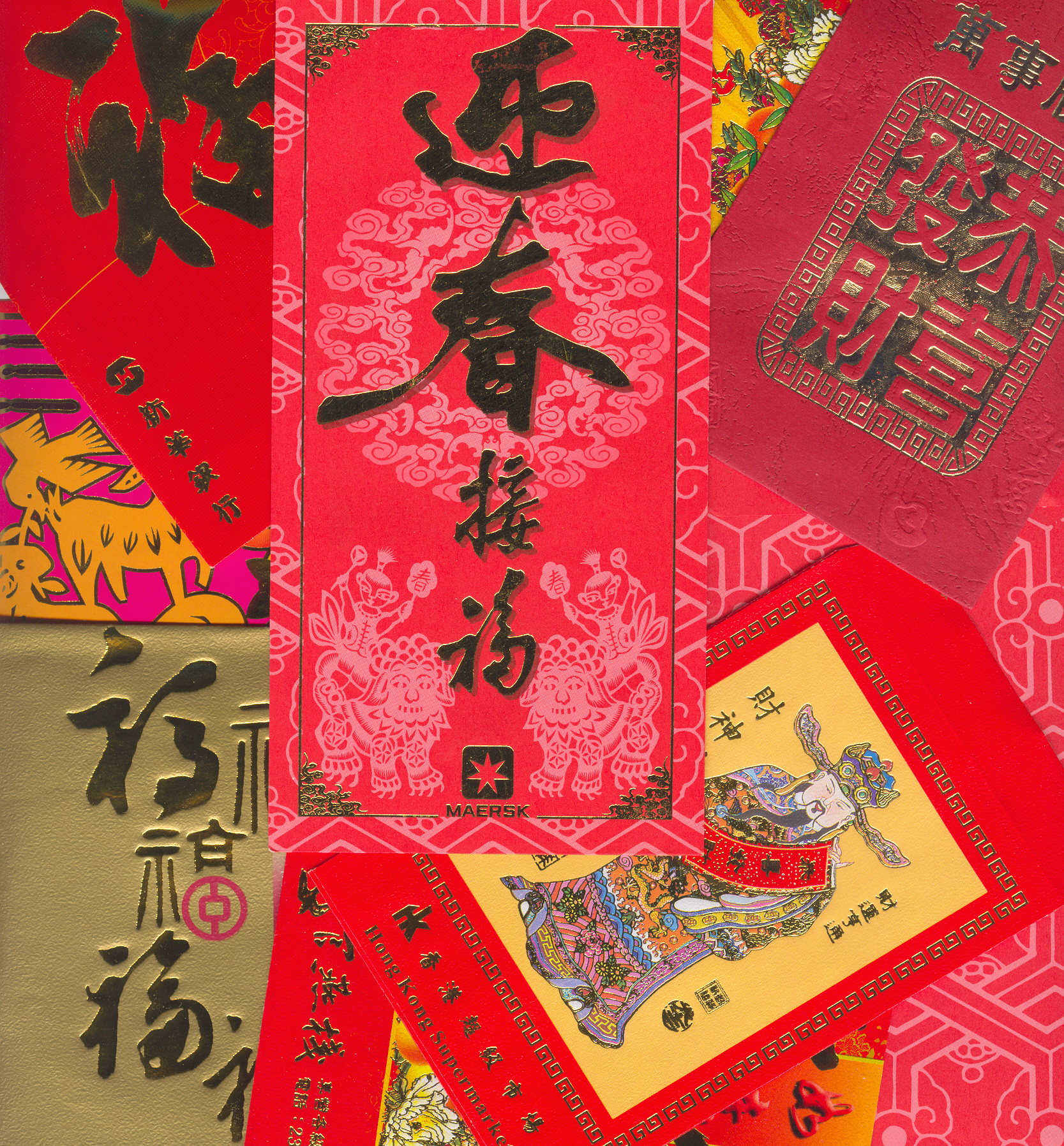
Příklad červených obálek

Červená obálka (znaky zjednodušené: 红包, tradiční: 紅包, pchin-jin: hóngbāo, český přepis: chung-pao) je tradiční čínský dárek, prostřednictvím něhož se darují peníze, a to především na Čínský nový rok. Svou oblibu mají ale i během jiných příležitostí, jako jsou například svatby, narozeniny či jiné významné dny. 

## Původ
Jasný historický původ červených obálek není znám. Forma červených obálek v takové podobě, v jaké se využívají dnes, se pravděpodobně datuje do dynastie Čching (1644–1911). Svůj původ ale podle některých mají už v dobách dynastie Chan (206 př. n. l.-220 n. l.). Tehdy se ale nejednalo o klasické obálky s penězi. Byly to drobné kovové mince se čtyřhranným otvorem, které se navlékaly na červený provázek a tvořily tak amulet, který měl sloužit k ochraně před démony způsobující nemoci. Na Čínský nový rok se zase darovaly peníze k zahánění zlých vlivů.

## Peněžní hodnota
Obsahem červených obálek je vždy peněžní hodnota, která se odvíjí od vztahu k obdarovanému. Pokud se jedná o vlastní rodiče, darovaná částka se pohybuje v rozmezí ¥500-2 000. U blízkých přátel a dětí příbuzných je tato hodnota ¥50-200, vlastní děti se obvykle radují z částky okolo ¥100 a děti známých se obdarovávají částkou 10 nebo 20 jüanů. Tento druh dárku se také ale prosadil jako forma odměn pro zaměstnance. Tam se obvyklá peněžní hodnota pohybuje v rozmezí ¥100-1 000.
Velmi oblíbené je při určování částky v obálkách řídit se čínským symbolismem. Proto je poměrně časté dávat do obálek hodnotu dělitelnou osmi (bā 八), (¥8, 80, 800), jelikož se jedná o číslo, které přináší štěstí. Další oblíbenou variantou je hodnota peněz čítající ¥520, a to zejména dne 20. května, kdy se v Číně slaví den podobný Valentýnu v evropských zemích. Jednotlivé číslice 5, 2 a 0 (Wǔ 五, èr 二, líng 零), ze kterých se hodnota skládá, se svojí výslovností podobají výslovnosti (Wǒ ài nǐ 我爱你), v českém překladu „miluji tě”.
Na opačné straně stojí číslo čtyři (sì四), jehož výslovnost se podobá slovu smrt (sǐ 死). Až na tuto výjimku je ale vždy jinak lepší darovat částku sudou oproti liché.
Vhodné je navíc dávat bankovky nové, čisté a nezpřehýbané. Špinavé a opotřebované bankovky působí na obdarovaného urážlivě.

## Symbolika červené barvy
Červená barva má v Číně dlouhodobou tradici. Už od pradávna je považovaná za barvu života, bohatství a štěstí. Slovo červený (hóng 红) se navíc vyslovuje stejně jako (hóng  宏), což znamená velkolepost, vznešenost a skvělost. Není spojována jen s červenými obálkami, ale velmi populární jsou také i například celosvětově známé červené lampiony.
Už během dynastií Chan (206 př. n. l.-220 n. l.) a Čou (1045–256 př. n. l.) hodnostáři nosili červený úřední oděv. Božstva byla zase vyobrazována v právě zmíněných barevně bohatých řasených róbách. Další velký význam této barvy přišel s počátkem 20. století, kdy se jejím používáním výtvarníci snažili podpořit revoluční změny, které vedly k rozpadu říše Čching. Také hrála významnou roli při růstu národního uvědomění, kdy červená barva dávala vzpomenout na velmi slavné období dějin Číny.
Červené barvě byla přikládána i magická moc. Čtrnáctý den osmého lunárního kalendáře byl významným dnem, kdy byla dětem malována rudá tečka na čelo, zatímco ženy si stejnou rudou tečku malovaly na tváře. V případě dětí měla tečka zajistit ochranu před nemocemi. U žen to mělo smysl jiný, ty si ji nechávaly malovat na tvář jako znaménko krásy.

## Červené obálky a moderní technologie
V roce 2014 spustil nejoblíbenější čínský online komunikační prostředek Wechat možnost zasílání červených obálek prostřednictvím zpráv. Dle statistických informací během jednoho dne na Čínský nový rok (přesněji 15. února 2018) využilo tuto službu 668 milionů uživatelů aplikace. Další významnou aplikací, jejímž prostřednictvím se červené obálky dají elektronicky zasílat, je aplikace Alipay.